# Ringgenberg
Ringgenberg est une commune suisse du canton de Berne, située dans l'arrondissement administratif d'Interlaken-Oberhasli.

## Histoire

Photo aérienne (1956)

Le chevalier Kuno de Brienz est nommé en 1230 avoué impérial de la région du lac de Brienz par l'empereur Frédéric II. Il se fait alors construire un château fort à Ringgenberg.
Cette famille noble a pris dès lors le nom de cette forteresse. Johann von Ringgenberg (de) (XIIIe siècle) en a été l'un des représentants les plus importants, réputé aussi habile à l'épée qu'au luth. Ses chants ont été intégrés vers 1300 au codex Manesse.
Le château est incendié en 1351 lors d'une révolte des sujets de ce territoire ; commence alors déclin de cette famille, à l'époque de Philipp von Ringgenberg (1351–1374), qui doit mettre en gage, auprès du couvent d'Interlaken, certaines parties de la seigneurie.

## Patrimoine bâti
Ruines du château de Ringgenberg et église. La forteresse des seigneurs de Ringgenberg a été élevée en plusieurs étapes, sans doute dès 1231, date de l'établissement de cette famille sur le site. Elle est attestée dès 1240, mais a été abandonnée à la suite d'un incendie en 1381. L'étroite structure rectangulaire, subdivisée par deux cours intérieures, était dotée à chaque extrémité d'une tour. L'enceinte a été consolidée en plusieurs phases, notamment sur le petit côté occidental, où elle forme un massif imposant, épais de 5,40 mètres et large de 12 mètres, ressemblant à une tour. Les angles sont fortement coupés. Quant à la tour principale, elle comportait, au dernier niveau, l'étage habitable, lui aussi à angles légèrement coupés.

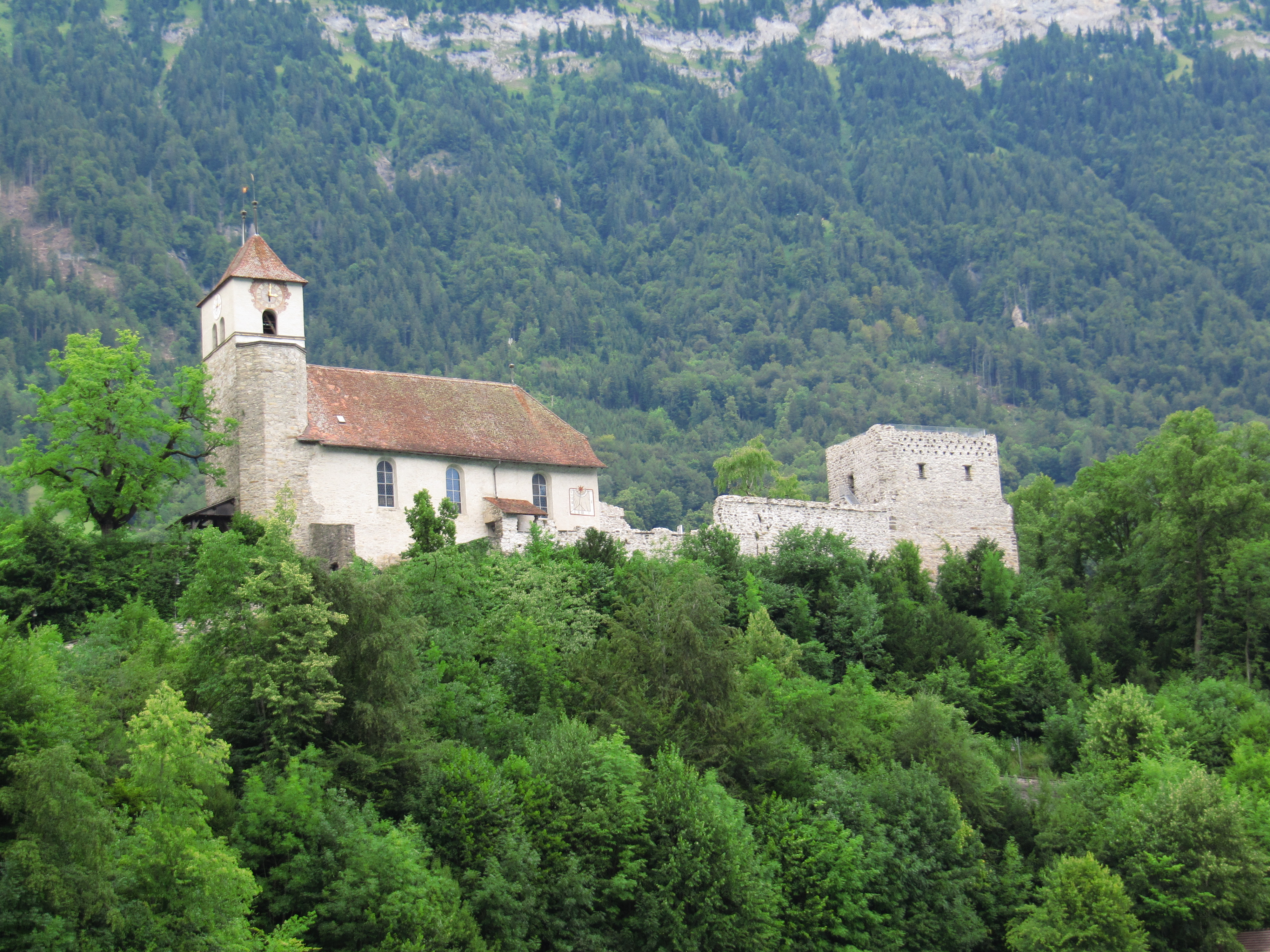
Église et ruine du château de Ringgenberg

En 1670, les autorités bernoises décident, à la demande de la population, d'abandonner la vieille église de Goldswil et de construire un nouveau temple dans la ruine castrale de Ringgenberg. Ce lieu de culte rectangulaire, ajouré de grandes baies en plein cintre, a été érigé par Abraham Dünz l'Aîné. Ce maître maçon et architecte bernois réemploie une partie des maçonneries médiévales et coiffe le nouvel édifice d'une toiture à demi-croupe, tandis qu'en façade il profite l'épais massif médiéval pour y établir le clocher.
À l'intérieur, la grande salle plafonnée, aux parois ornées de décors peints dus à Hans Conrad Heinrich Friedrich (1670-1671), dégage une impression de solennelle grandeur. La plupart des éléments du mobilier sont d'origine, avec notamment la chaire, œuvre de Daniel Käntzi. Les fonts baptismaux, ainsi que l'inscription commémorative dans un cartouche richement orné, ont été sculptés par Abraham Düntz. Des vitraux armoriés ont été donnés lors de la construction par l'État de Berne et les communes environnantes. L'église conserve aussi quelques bancs d'origine, simple châssis de poutres, auxquelles on a ajouté des dossiers. L'orgue a été construit en 1837, l'imposant buffet étant dû à Anton Carlen, père et fils.

## Galerie

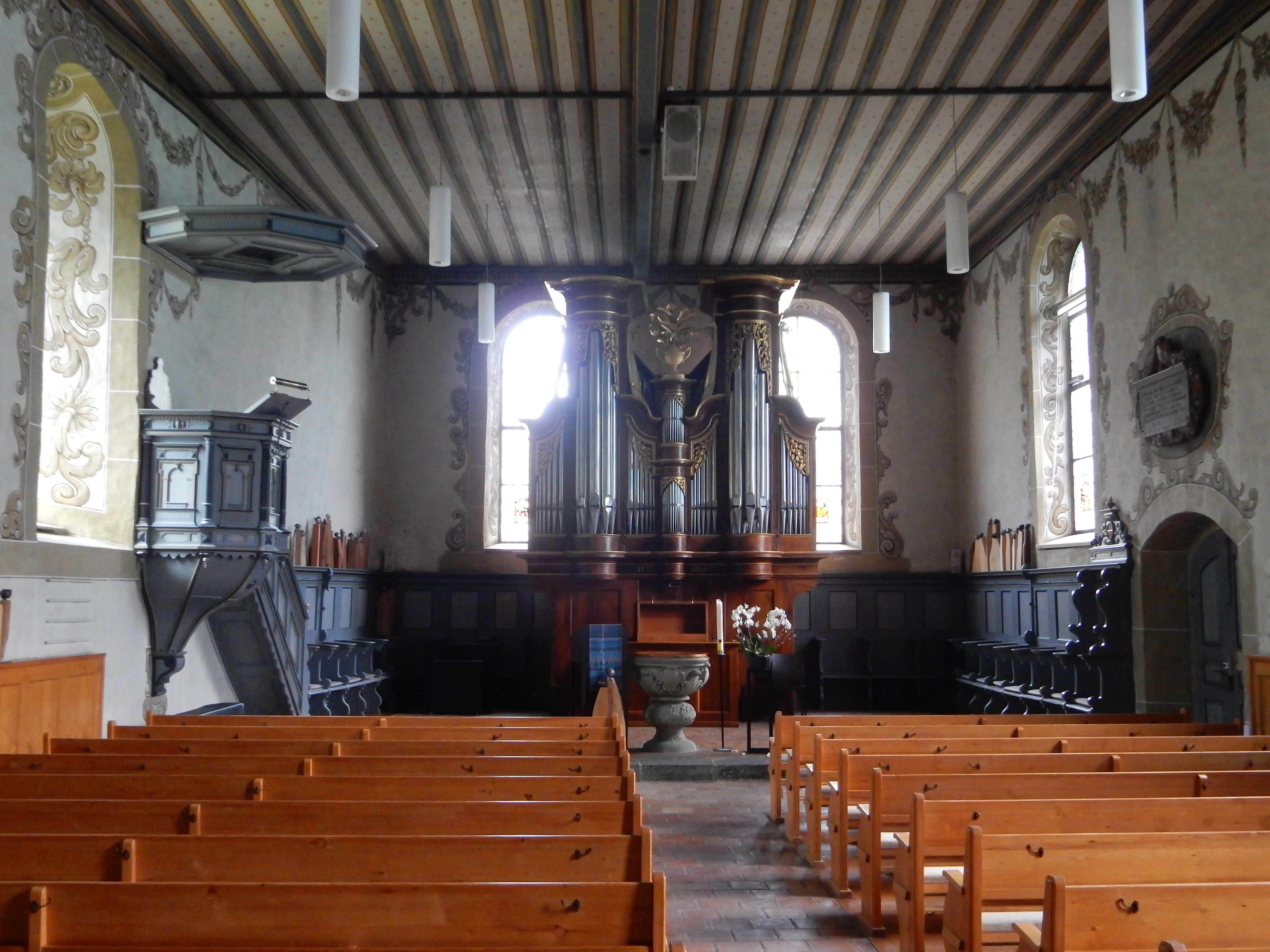
Intérieur, vue vers le chœur.
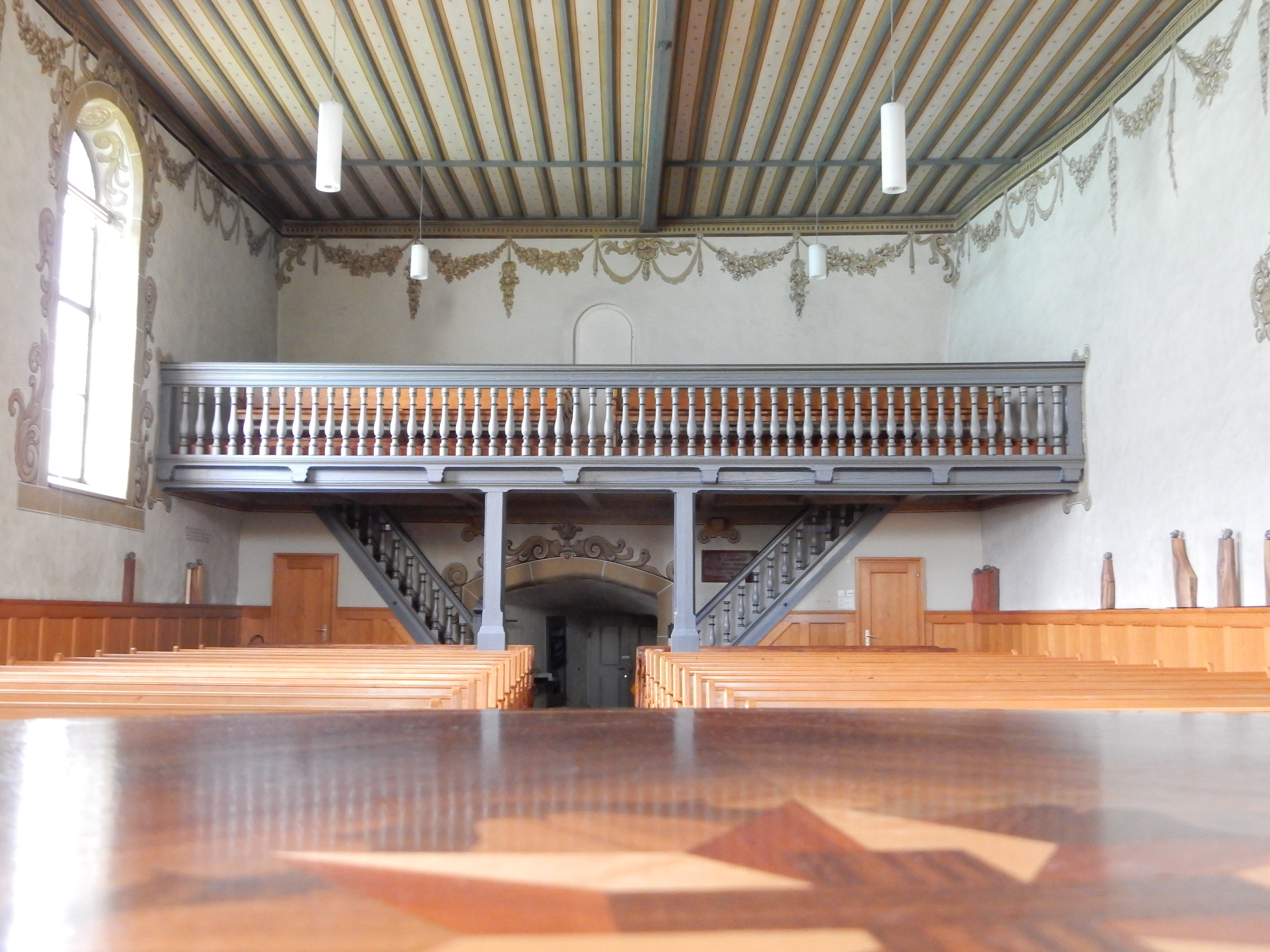
Intérieur, vue vers l'ouest.
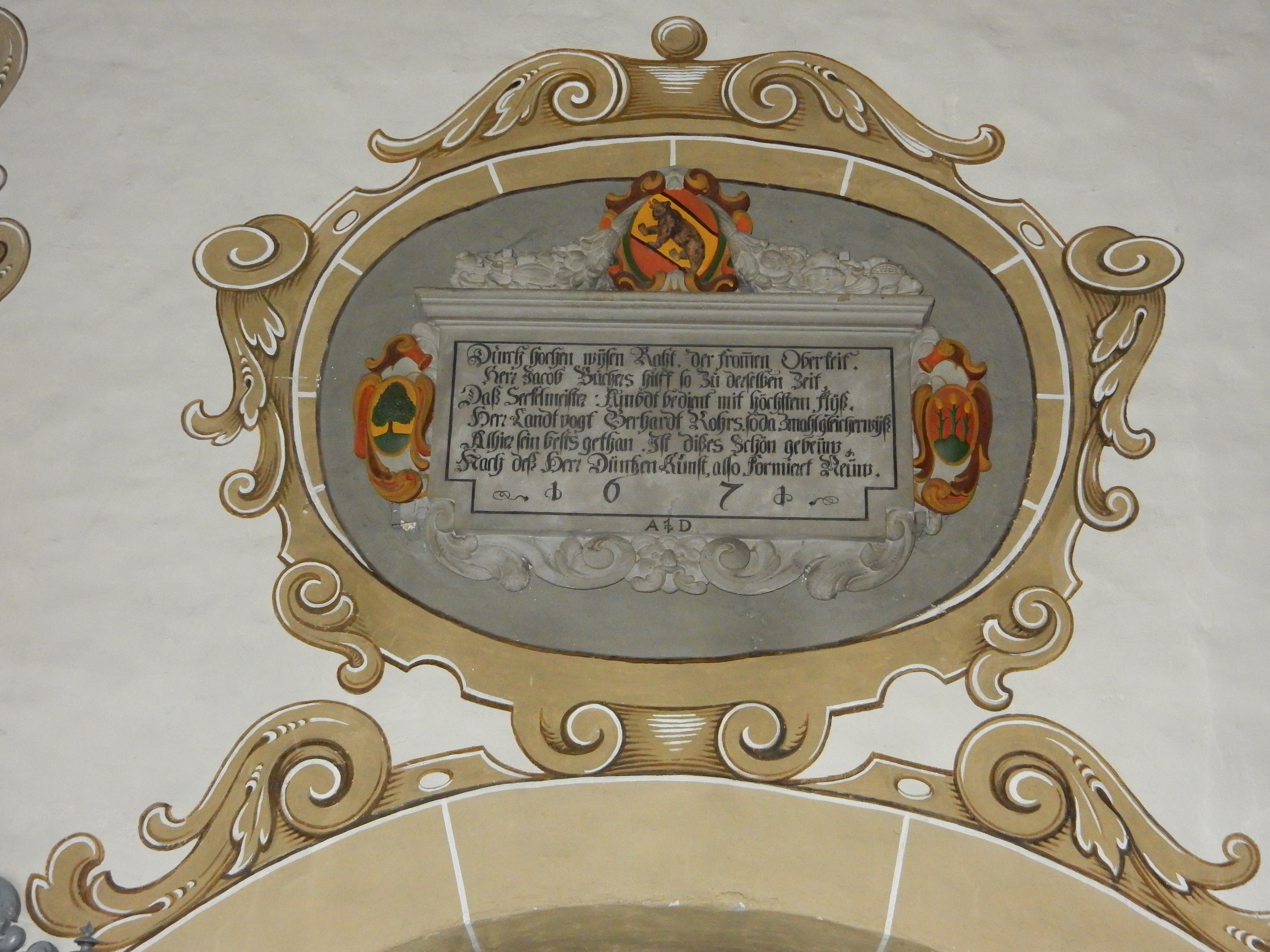
Cartouche avec inscription attribuant l'église à Abraham Düntz.
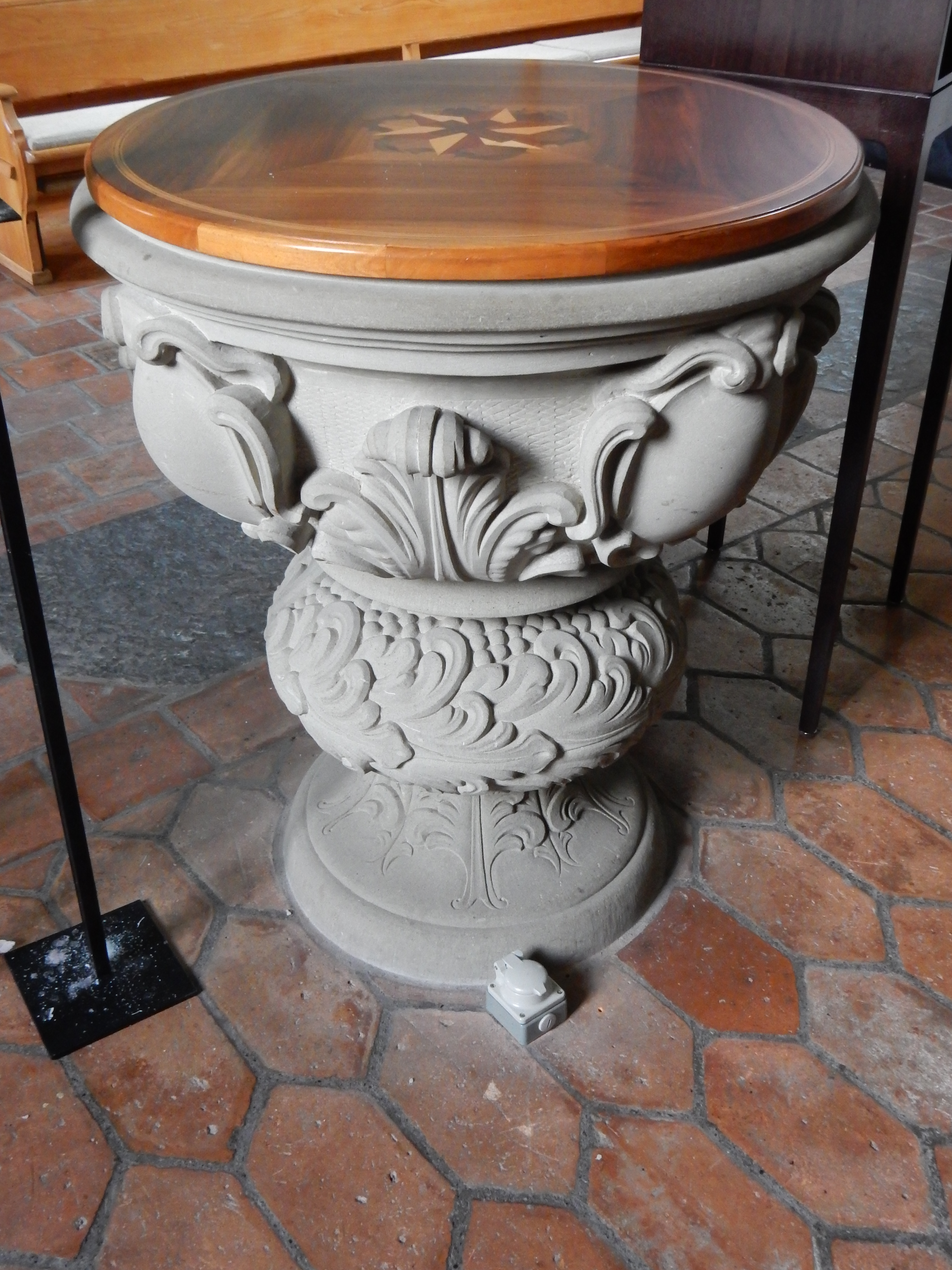
Fonts baptismaux sculptés par Abraham Düntz, 1671.
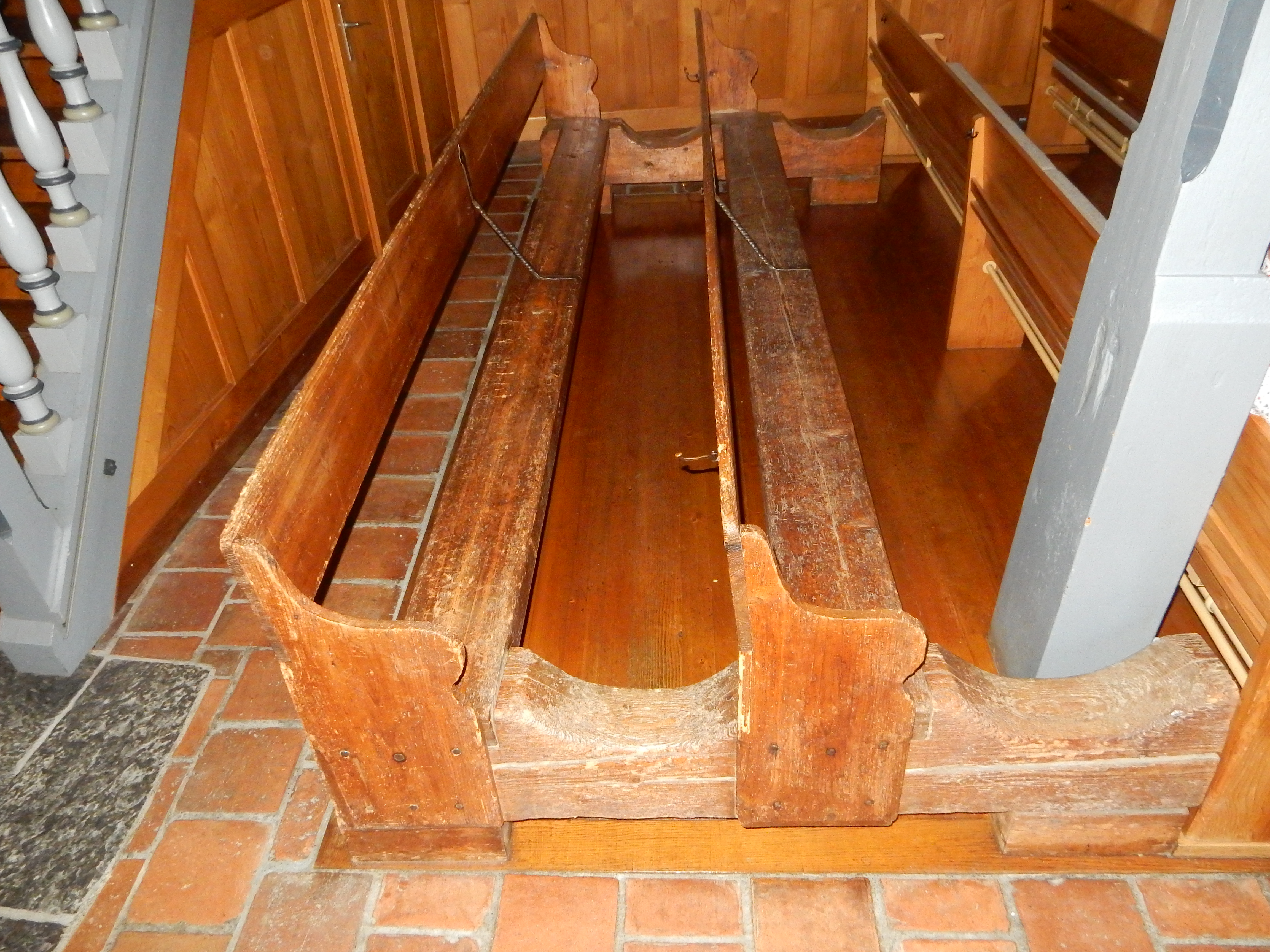
Bancs d'origine.
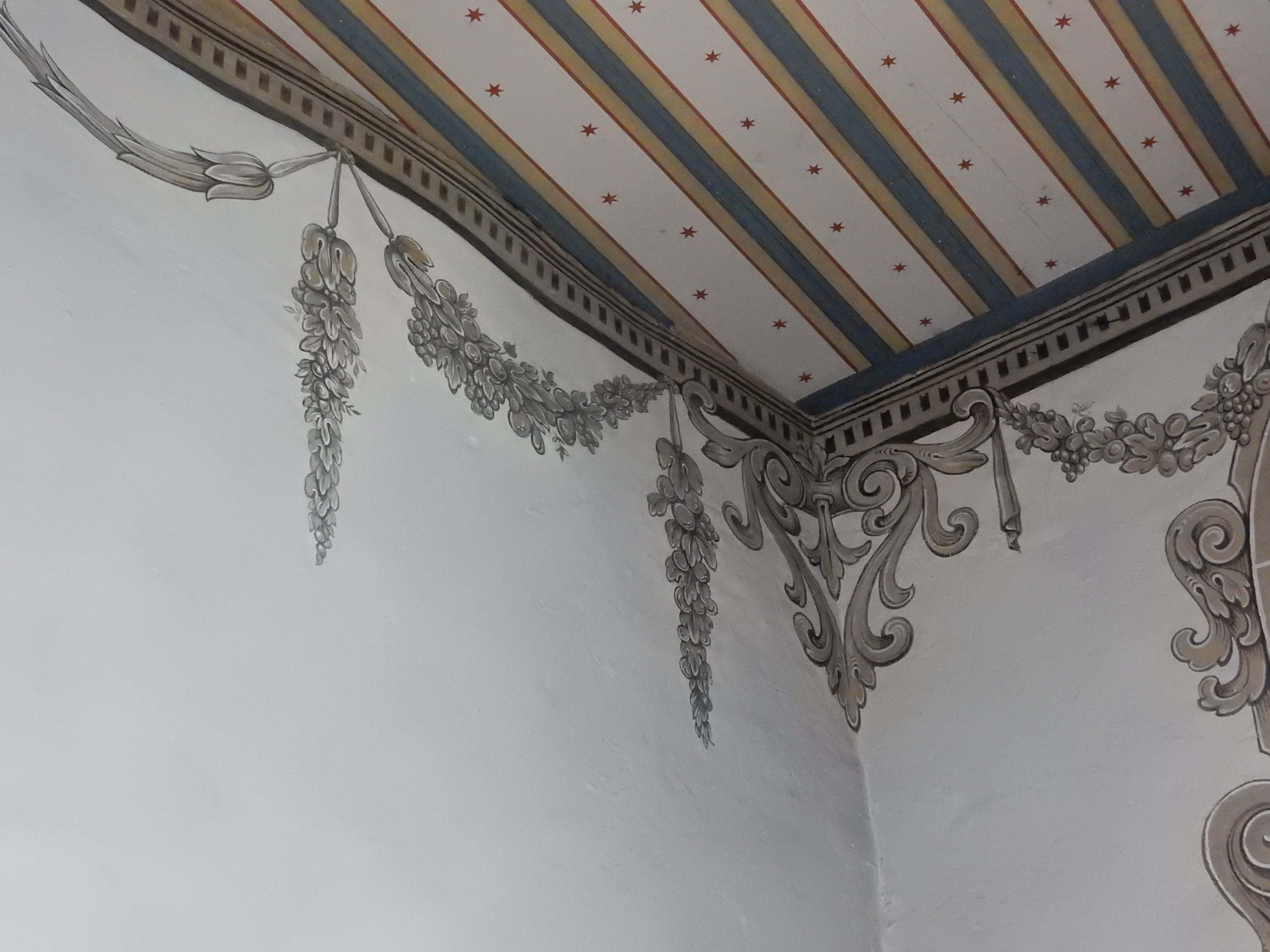
Décor peint par Hans Conrad Heinrich Friedrich, 1671.
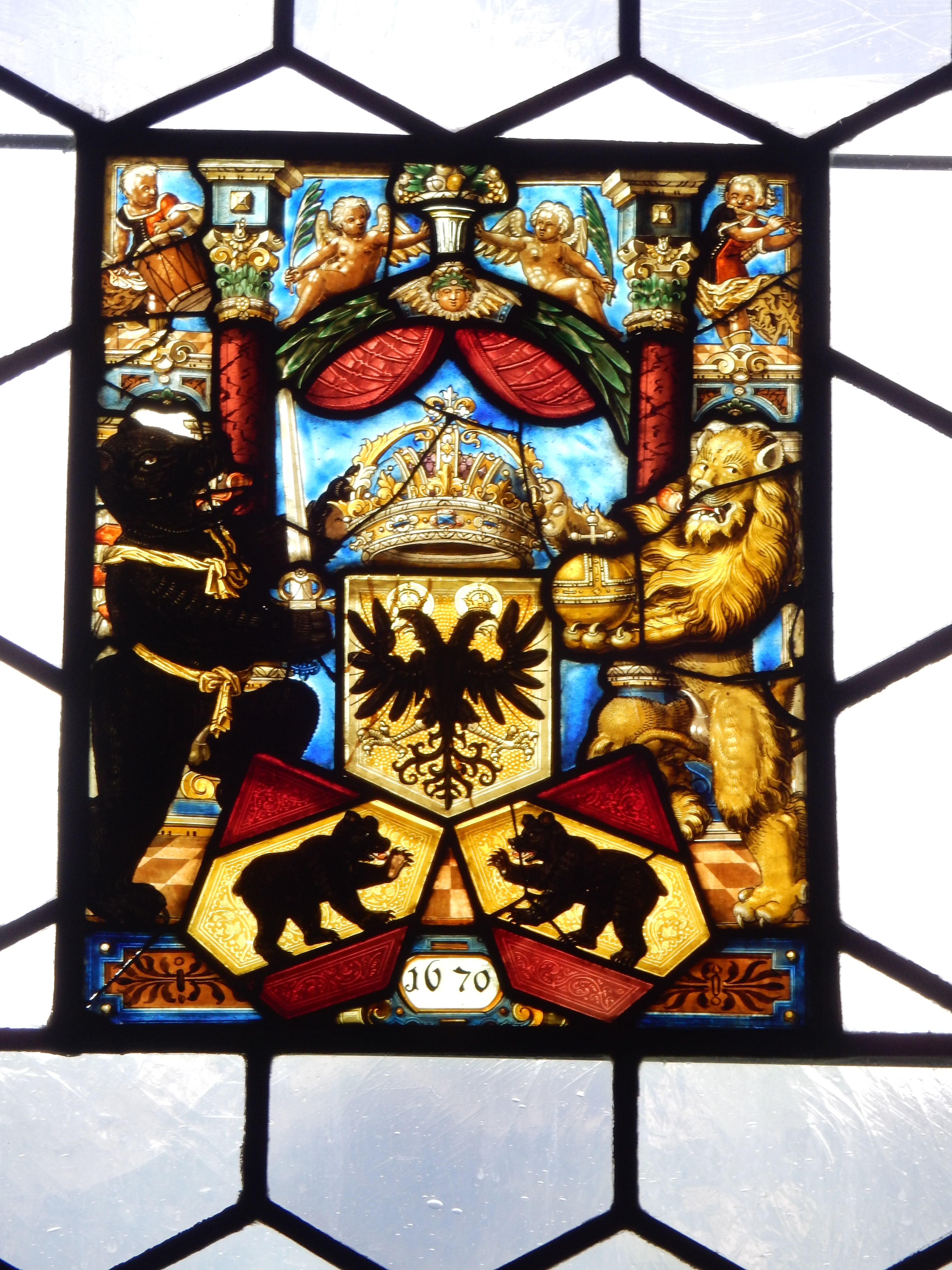
Vitrail donné par l'État de Berne, avec armoiries d'Empire, 1670.
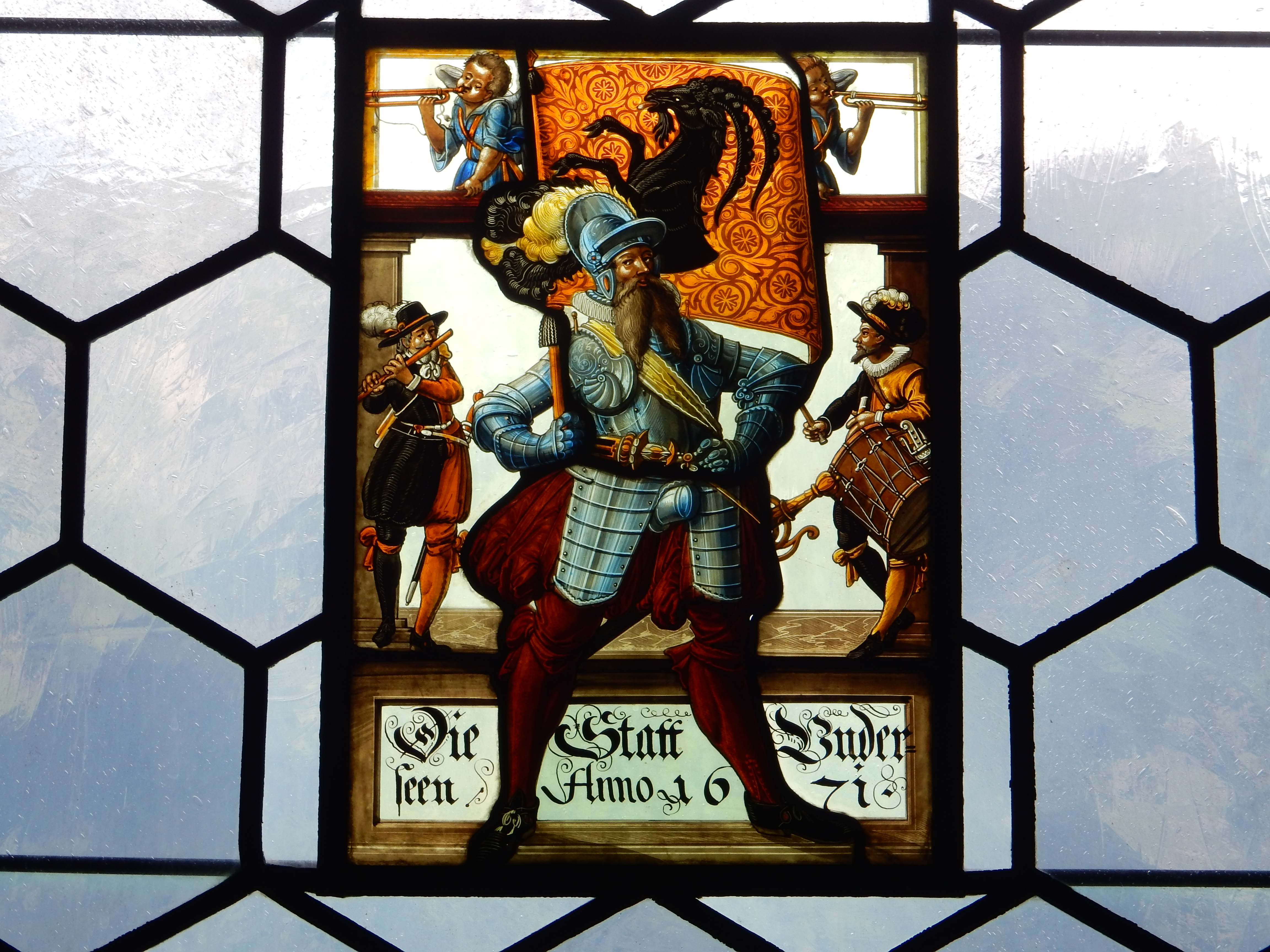
Vitrail donné par la commune d'Unterseen, 1671.